# Со-Да

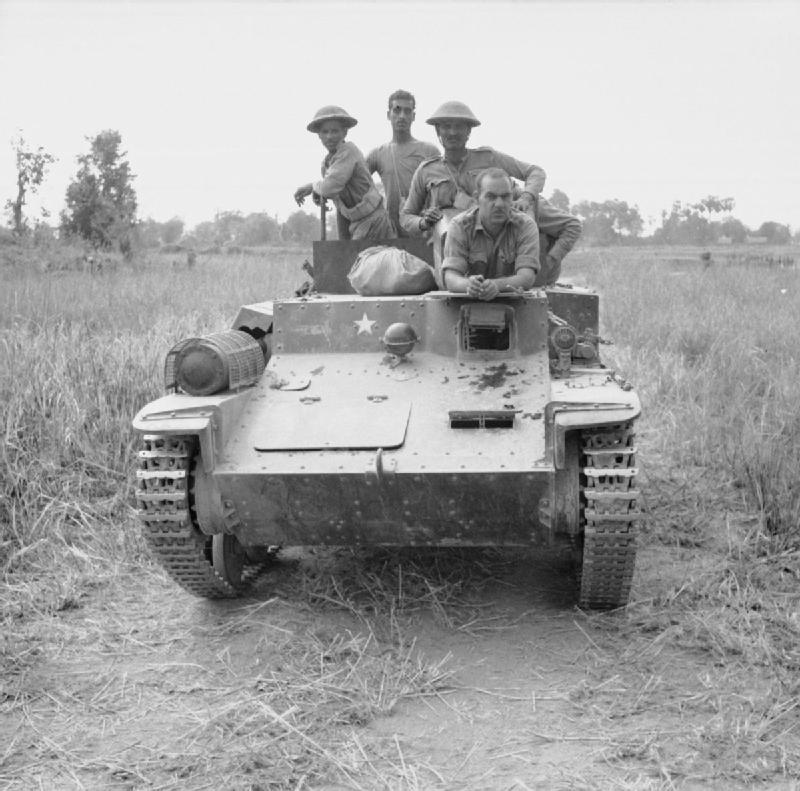
БТР, захваченный войсками 6-го Раджпутанского сбн в Бирме, февраль 1945

Тип 98 (яп. 九八式装甲運搬車), «Со-Да» (яп. ソダ) — японский бронетранспортёр периода Второй мировой войны. Создан в 1937 году на шасси малого танка «Те-Ке» и предназначался, помимо перевозки личного состава и грузов, также и на роль тягача. «Со-Да» активно использовался японскими войсками в Бирме и Малайе, но из-за малого числа выпущенных машин их применение было ограниченным.